# 대리청정
대리청정(代理聽政)은 동아시아의 전제군주제 국가, 특히 중국, 조선, 일본에서 왕의 허락하에 왕권의 일부를 위임받아 국정을 왕을 대신하여 수행하는 것을 말한다(→섭정). 보통 대리청정은 왕세자 및 왕세손이 하였으며, 가끔 왕세제가 할 때도 있었다.
대리청정할 때의 왕세자 및 왕세손, 왕세제를 소조(小朝)라 했고, 그 당시의 국왕을 대조(大朝)라 불렀다. 국정 참여를 통한 제왕수업의 일환과 차기 계승구도를 확고히 하는 차원에서 유럽에서도 공동왕(황제) 형태로 진행되었으나 반란의 빌미가 되곤했다. 

## 조선 왕조
- 태종 : 부왕 태조 때 왕자의 난을 일으키고는 반발을 무마하는 시간을 벌고 보위 찬탈 관련 오명을 피하기 위하여 동복 형 정종을 세자 책봉되게끔 했다가 다시 실권 없는 군주 보위에 올려 정종 대신에 왕세제가 아닌 왕세자로서 1398년에서 1400년까지 2년간 대리청정하였다. 당시 태종의 동복 맏형이자 태조의 적장자였던 진안대군이 조선국을 개국한지 불과 1년 후에 사망했기 때문에 적차자였던 정종이 불혹을 지난 나이에 왕위에 등극했다. 1400년 정종의 선위를 받아 보위에 등극한 태종은 이후 1418년에 셋째아들 충녕대군(세종)에게 선위한 뒤 상왕 신분으로 4년간 대리청정을 하였다.
- 양녕대군 이제 : 부왕 태종의 명을 받아 1412년에서 이듬해 1413년까지 1년간의 대리청정을 하였지만 방탕한 성정으로 인하여 대리청정이 멎어진지 5년 후 1418년 폐세자되고 동복 아우 충녕대군이 왕세자 책봉되었다.
- 문종 : 과중한 업무량을 줄이고 훈민정음 창제에 몰두하고자 마음먹었던 부왕 세종이 1436년에 6조직계제를 의정부서사제로 바꾸고, 6년 후 1442년에 당시 왕세자였던 장자 이향(문종)에게 세종 자신이 붕어한 1450년까지 대리청정을 8년간 위임하였다.
- 인종 : 몸이 약해지고 병에 걸린 부왕 중종의 명에 따라 1543년에서 이듬해 1544년까지 1년간 대리청정을 하였다.
- 광해군 : 부왕 선조의 명에 따라 1606년에서 1608년 부왕이 훙서할 때까지 2년간 대리청정을 하였지만 부왕은 그를 달갑지 않게 여기며 대리청정 내내 불신으로 일관했다.
- 폐세자 이지 : 부왕 광해군에 명에 따라 1619년 11월에서 1620년 1월까지 두 달 간 대리청정하였다.
- 효종 : 부왕 인조의 명에 따라 1647년에서 1649년까지 부왕이 훙서할 때까지 2년간 대리청정을 하였다.
- 경종 : 병약한 부왕 숙종을 대신해 1717년에서 1720년까지 3년간 대리청정을 하였다.
- 영조 : 중병에 걸려 재위 기간 내내 누워있었던 이복형 경종의 명에 따라 1722년에서 1724년까지 왕세제로서 2년간 대리청정을 하였다. 그러나 당시 원로중신들의 모략을 받아 끝내 하마터면 왕권을 넘본다는 누명을 쓰고 죽을 뻔한 일도 있었다.
- 사도장헌세자 : 부왕 영조의 명에 따라 1749년에서 1762년까지 13년간 대리청정을 하였다.
- 정조 : 늙고 기운이 없어진 할아버지 영조의 명에 따라 1775년에서 이듬해 1776년까지 1년간 대리청정을 하였다.
- 효명세자 : 1827년에서 1830년까지 부왕 순조의 대리청정을 3년간 전담함으로써 순조 임금은 적장남 효명세자에게 안동 김씨의 세도 관련 세력을 아예 견제하기 위하여 인사권, 군사권, 사법권 등을 제외한 모든 권한을 효명세자에게 모두 위임하였다.

## 대한제국
- 순종 : 부황 고종이 통감부의 외압 관련 공격을 견디다 못하여 황태자였던 척에게 1907년 1월 21일을 기하여 대리청정 위임을 하였고 황태자 이척이 같은 해 1907년 7월 20일을 기하여 보위 등극할 때까지 대리청정을 하였다.
- 의친왕 : 부황 고종이 친일파의 압력에 의하여 강제 퇴위하고 순종이 1907년 7월 20일을 기하여 보위에 등극하여 의친왕은 황위계승자 후보 1순위가 되었다. 대한제국 적십자사 총재 재임 중 1907년 7월 27일에서 1907년 8월 7일까지 순종의 명을 받아 잠시 대리청정을 하였다. 후일 황위계승 순위에 밀려 1907년 8월 7일을 기하여 대리청정 직위에서 물러났고 순종이 다시 친정하였으며 1907년 8월 17일을 기하여 황위계승자에는 의민태자가 책봉되었다.

## 중국
- 구천 : 월나라 윤상의 아들 구천이 왕세자 시절 부왕의 대리청정을 기원전 500년부터 기원전 497년까지 맡다가 기원전 497년 윤상이 승하하여 구천이 보위에 등극하였다.

## 일본
- 황태자 미치노미야 히로히토 친왕 : 부황 다이쇼 천황이 병석에 눕자 1921년에서 1926년까지 황태자 신분으로 5년간 대리청정을 하였다.

## 같이 보기
- 수렴청정
- 섭정
- 선위
- 선양